# Geranomyia lichyi
Geranomyia lichyi är en tvåvingeart som först beskrevs av Alexander 1943.  Geranomyia lichyi ingår i släktet Geranomyia och familjen småharkrankar.
Artens utbredningsområde är Venezuela. Inga underarter finns listade i Catalogue of Life.